# Platja de Port Olivet
La platja de Port Olivet, o cala Port Olivet, és una platja natural del municipi de l'Ametlla de Mar (Baix Ebre), situada al nord del Cap de Santes Creus, entre la platja de Santes Creus, al sud-oest, i la platja de l'Estany, al nord.est. Envoltada de pinedes i matolls, té una longitud de 65 metres i una amplada mitjana de 25 metres, formada per sorra fina barrejada amb petits roquissars. S'hi accedeix pel camí de ronda, que coincideix aquí amb el GR-92.
Al voltant de la platja de Port Olivet es començà a construir una urbanització homònima, de 66 hectàrees, on s'hi havien de construir 66 xalets de luxe, que no van arribar a edificar-se. L'Ajuntament aconseguí aprovar el 2010 un pla urbanístic per a salvaguardar aquest tram de costa verge.
Entre la platja de Port Olivet i la platja de l'Estany hi ha un búnquer d’artilleria de costa de la Guerra Civil espanyola, anomenat les Fortificacions.